# Madonna del Rosario (Van Dyck Palermo)
La Madonna del Rosario (talvolta Madonna del Rosario e santi) è il soggetto di un dipinto di Antoon van Dyck.
Si tratta dell'opera destinata alla pubblica esposizione più importante realizzata da Van Dyck durante la sua permanenza in Italia.

## Storia

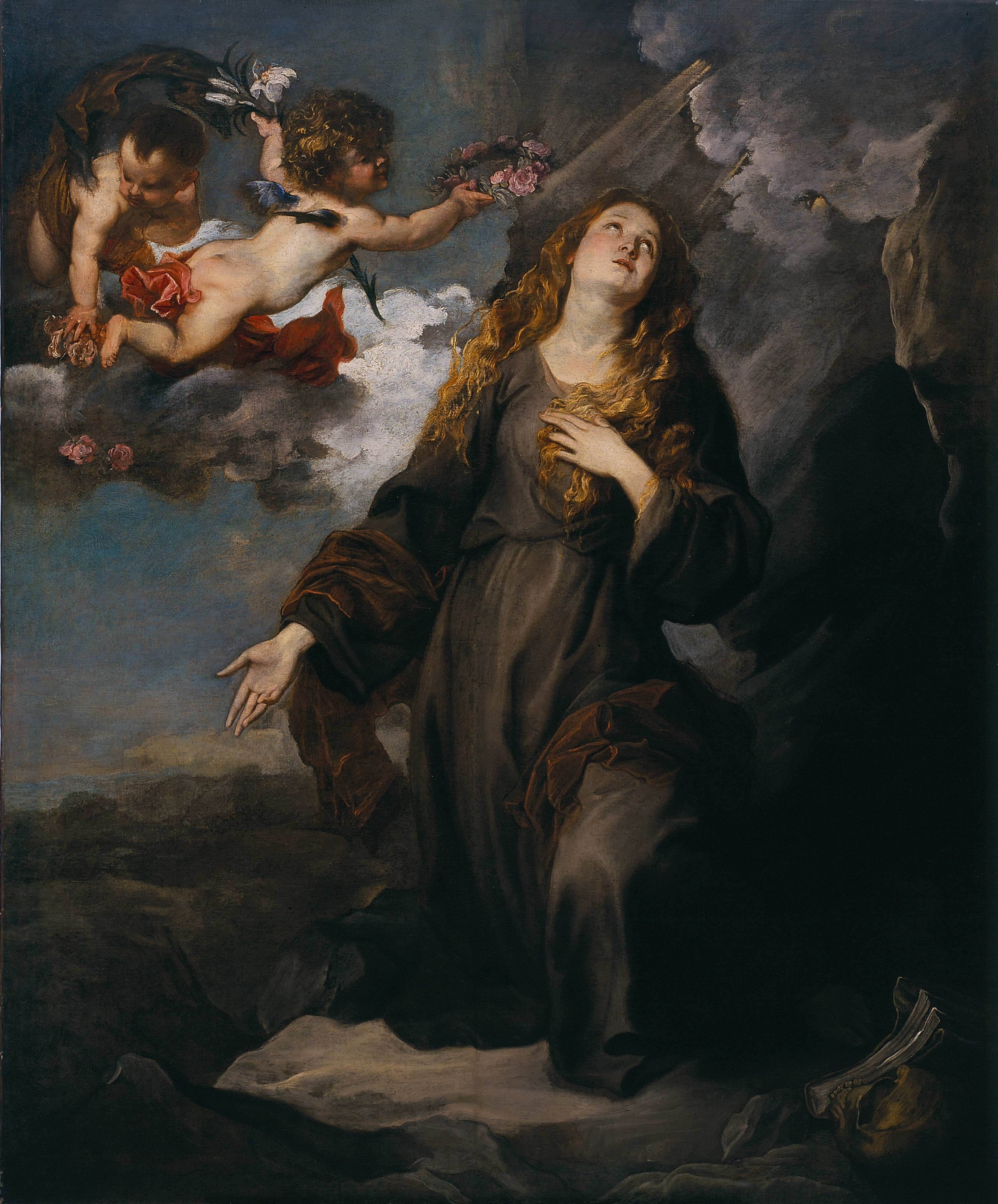
Antoon van Dyck, Santa Rosalia, 1624, Houston, Menil Collection

Nella primavera del 1624 Van Dyck, che era in Italia già da qualche tempo, si recò in Sicilia. Molto probabilmente il pittore fu invitato a Palermo dallo stesso viceré Emanuele Filiberto di Savoia desideroso di farsi ritrarre da Van Dyck che nel suo soggiorno italiano, e segnatamente a Genova, aveva già dato prova delle sue formidabili capacità di ritrattista guadagnandosi altissima fama.
Proprio in quel periodo Palermo veniva colpita da una grave pestilenza che tra l'altro sarebbe costata la vita anche al viceré (il ritratto fattogli da Van Dyck quindi precede di pochissimo la morte del Savoia). 
Sempre in quel periodo, nel luglio del 1624, venivano scoperte, sul Monte Pellegrino, le spoglie mortali dell'eremita Rosalia, già oggetto di un antico culto medievale ormai quasi del tutto dimenticato. 
Nelle settimane successive al ritrovamento delle reliquie la peste andò gradualmente a scemare fino a cessare del tutto. Il popolo palermitano metteva in relazione i due eventi e si diffondeva così la credenza che la fine della peste fosse avvenuta a causa della miracolosa intercessione della vergine Rosalia. Ciò dava luogo al diffondersi di una fervente adorazione popolare (ancora vivissima a Palermo e in ampia parte dell'Isola).

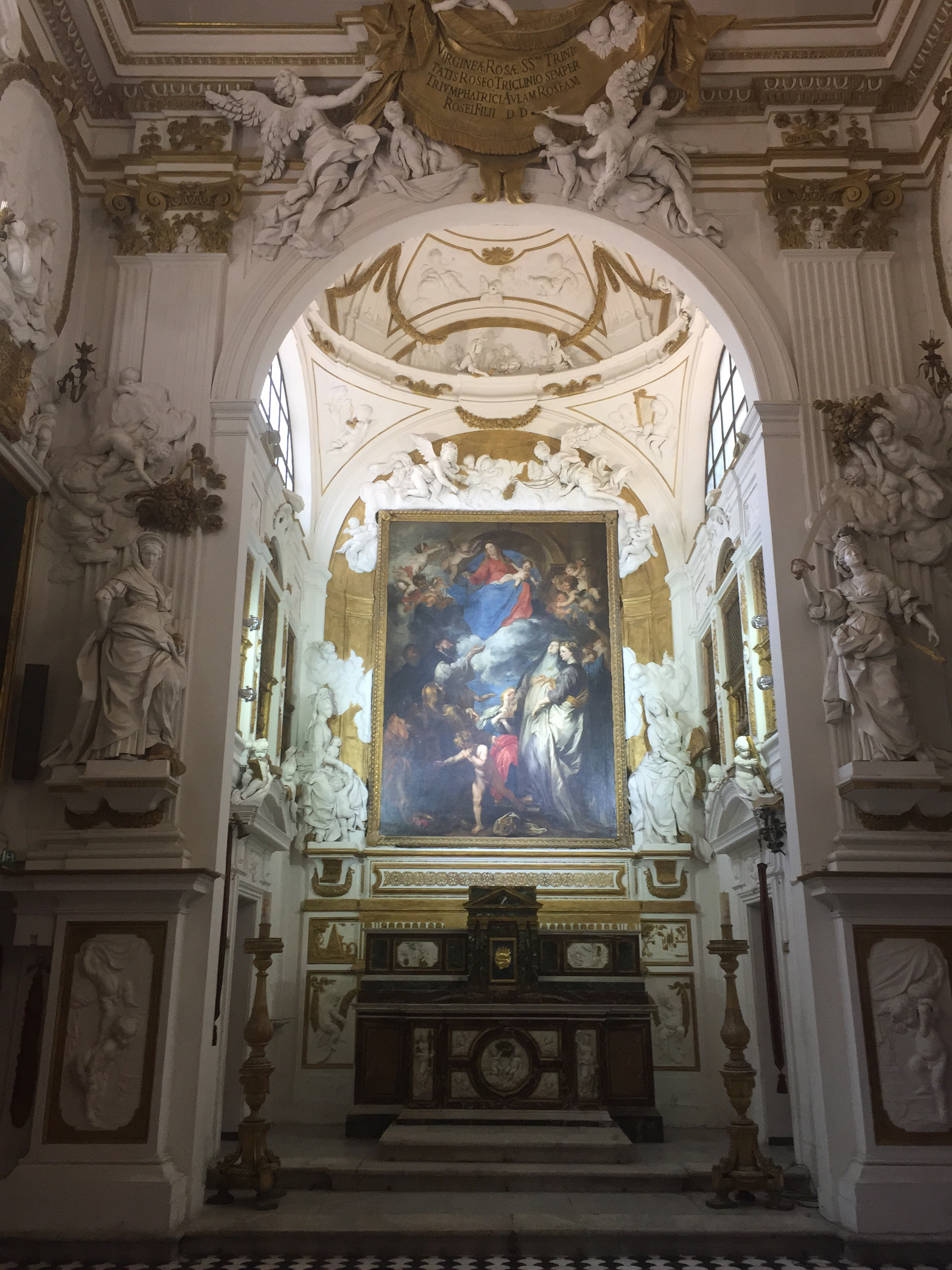
La Madonna del Rosario di Antoon van Dyck nel contesto dell'oratorio del Rosario di San Domenico

L'esplodere della devozione per santa Rosalia ebbe impatto anche sulle arti visive per le quali si pose l’esigenza di dare corpo ad una nuova iconografia della santa. A questo risultato un contributo di estrema rilevanza lo dette proprio Van Dyck che, dimorante in Sicilia mentre questo nuovo culto si affermava, attese ad alcune delle prime raffigurazioni moderne di santa Rosalia ove vengono definiti gli attribuiti tipici della salvatrice di Palermo: i lunghi capelli biondi, il saio di tipo francescano che ne ricorda il romitaggio, il teschio che richiama sia la penitenza, ma soprattutto la peste cui l'intercessione di santa Rosalia aveva messo fine, la corona di rose e la frequente presenza di un giglio (fiori che alludono al nome della vergine palermitana, crasi di rosa e lilium).
Anche la pala d'altare per l'oratorio del Rosario di San Domenico, commissionata a Van Dyck nell'agosto del 1625, rispondeva alle esigenze devozionali del nuovo fervente culto di santa Rosalia, come comprova la circostanza che l'oratorio si era dotato solo pochi anni prima, nel 1621, di una pala d'altare licenziata da Mario Minniti, parimenti raffigurante una Madonna del Rosario. Ovviamente in questo dipinto santa Rosalia non compariva e si ritiene che proprio per colmare questa lacuna venne commissionata la nuova pala d'altare - in sostituzione di quella del Minniti - in cui è presente anche la bionda vergine eremita proprio nell'atto di invocare la fine della pestilenza. La pala d'altare del Van Dyck è quindi anche un ex voto per la fine dell'epidemia.
Non è da escludere, inoltre, che possa aver avuto un qualche peso nella commessa al Van Dyck anche una possibile rivalità della confraternita che officiava l'oratorio di San Domenico con la compagnia di San Francesco che, nell'oratorio di San Lorenzo, poteva fregiarsi del possesso della Natività del Caravaggio. I confratelli del Rosario quindi avrebbero approfittato della presenza a Palermo del maestro fiammingo, artista evidentemente di ben altra caratura rispetto al Minniti, per dotarsi a loro volta di un'opera d'arte del massimo prestigio. 
Poco dopo aver accettato la commissione per il grande dipinto, il maestro fiammingo lasciava la Sicilia. L'opera venne quindi eseguita a Genova, dove Van Dyck era ritornato, e da lì venne poi spedita, presumibilmente ad inizio del 1628, a Palermo e collocata sull'altare dell'oratorio di San Domenico ove ancora si trova.

## Descrizione e stile

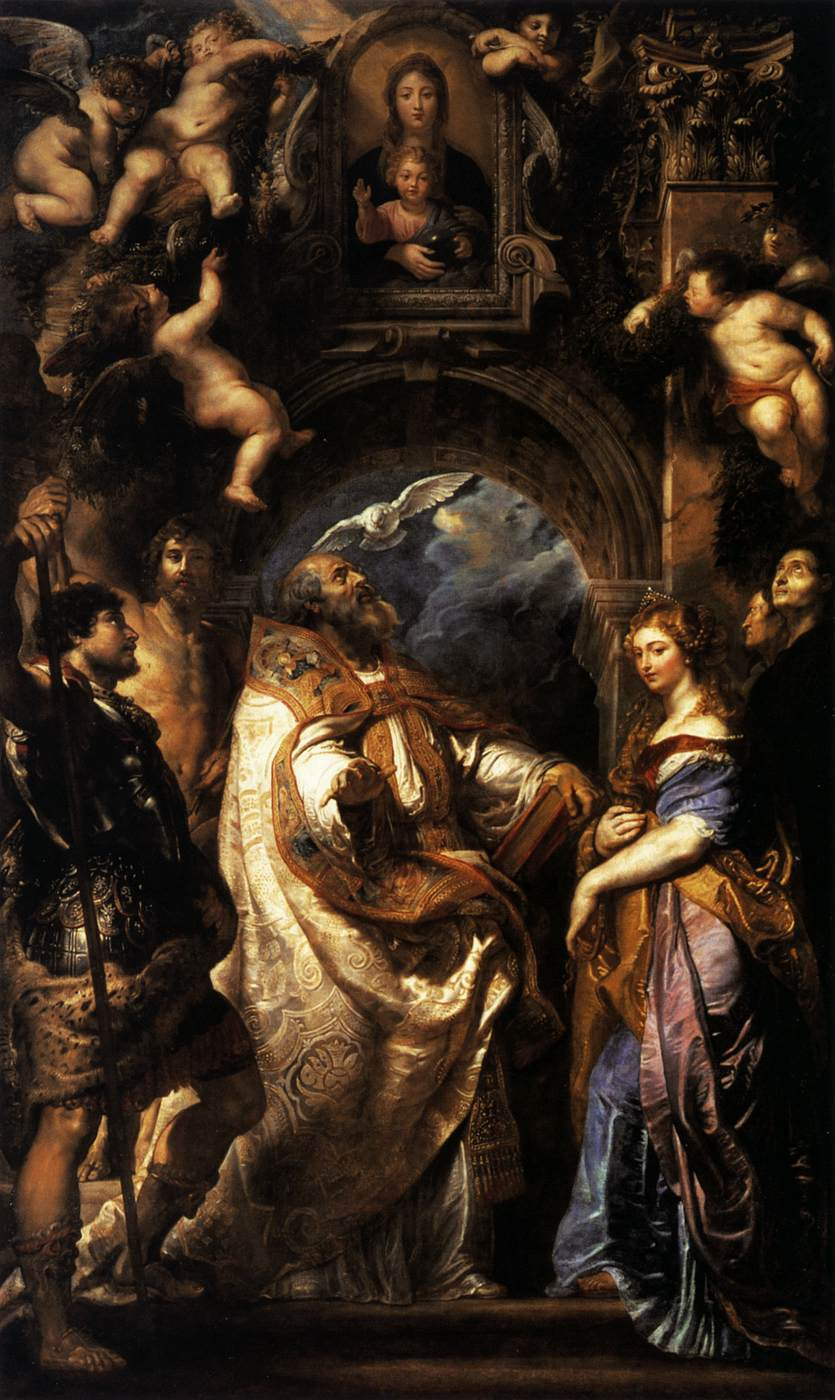
Rubens, Madonna della Vallicella (prima versione), 1608, Grenoble, Museo di Belle Arti

Il dipinto è diviso in due registri. Nella parte alta la Vergine e il Bambino sono contornati da un gruppo di angioletti in volo. La Madonna porge a san Domenico un rosario, secondo la tipica iconografia di questo tipo di raffigurazione mariana. 
San Domenico fa quindi da elemento di congiunzione tra il registro alto e quello basso, ove, oltre allo stesso fondatore dei Predicatori, compaiono altri otto santi intercedenti, in adorazione di Maria e del Bambino. 
L'identità dei santi che avrebbero dovuto essere raffigurarti da Van Dyck è indicata dal contratto di allogazione del 1625: il già citato san Domenico, santa Caterina da Siena, san Vincenzo Ferrer - tre santi domenicani -; poi cinque sante legate alla città di Palermo e alla Sicilia: santa Cristina, santa Ninfa, santa Oliva, sant'Agata e, ovviamente, santa Rosalia, assumendo che la principale motivazione della commissione della pala d'altare sia stata proprio l'esigenza di raffigurare anche la riscoperta vergine eremita, nel contesto della fervente riaffermazione del suo culto, in connessione alla cessazione della peste. 

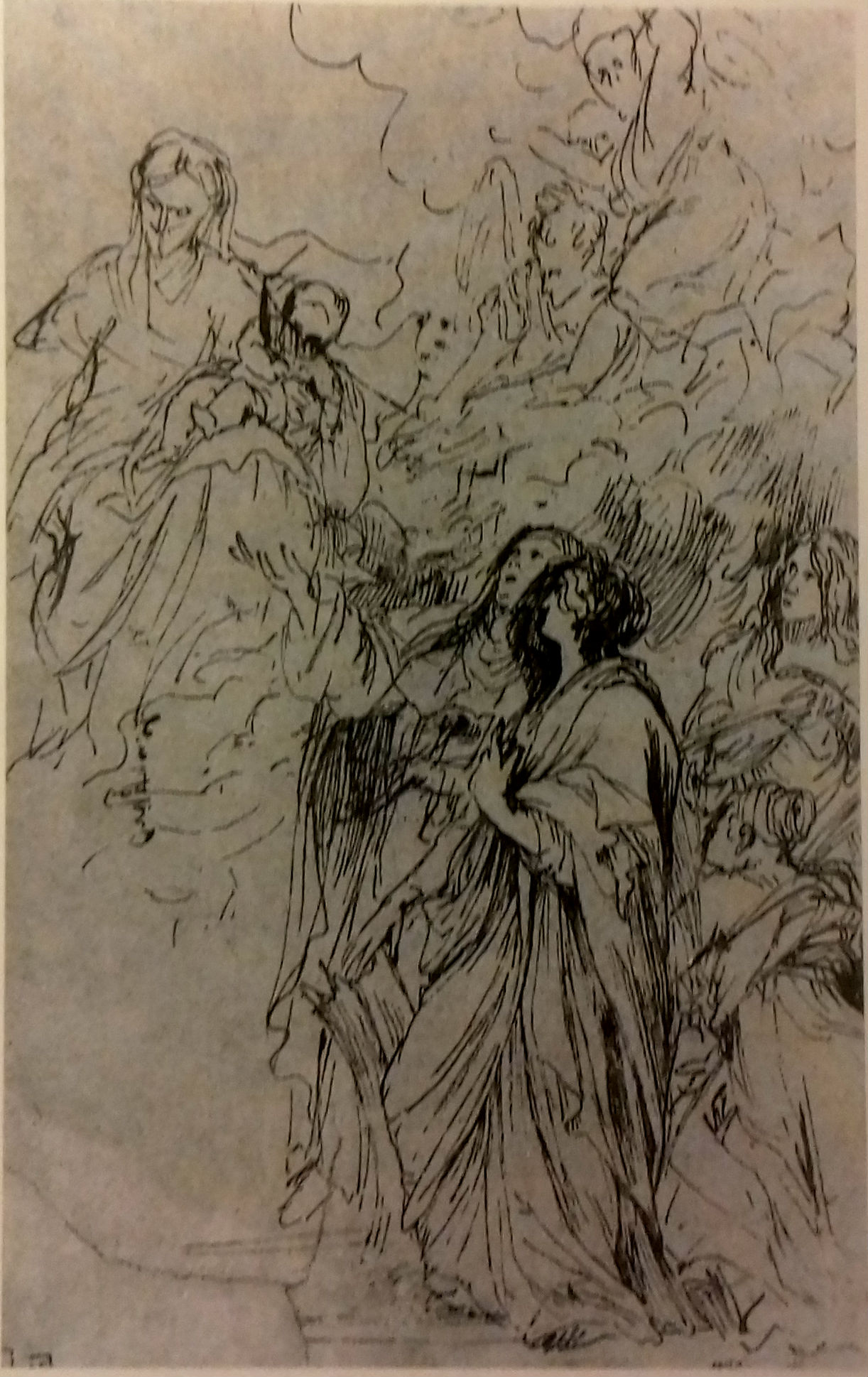
Antoon van Dyck, Studio per la Madonna del Rosario, 1624-1625, Hilversum, Liberna Collection

Santa Rosalia è raffigurata di spalle, in ginocchio al centro (verso sinistra), riconoscibile dal saio e dai lunghi capelli biondi: alla destra della santa un bambino nudo fugge via turandosi il naso mentre guarda in direzione di un teschio (altro attributo iconografico di Rosalia). Il gesto del ragazzo allude al tipico fetore esalante dai cadaveri appestati e rende esplicito il significato votivo della pala d'altare per la fine dell'epidemia del 1624 propiziata dall'intercessione di santa Rosalia. 
Iconograficamente si ritiene che su indicazione della committenza, come fa pensare l’esplicita richiesta della presenza di san Vincenzo Ferrer, Van Dyck possa aver tenuto conto di un lontano precedente - la Madonna del Rosario di Vincenzo degli Azani, ove compare anche il predicatore valenzano -, quadro caro alla confraternita palermitana in quanto situato all'interno della cappella in uso alla stessa nella chiesa di San Domenico, adiacente all'oratorio del Rosario. Anche in questo dipinto si assiste alla compresenza di santi dell'ordine domenicano e sante siciliane.
Sul piano compositivo si coglie una percepibile ripresa della prima versione della Madonna della Vallicella di Rubens, opera da Van Dyck conosciuta ad Anversa dove il suo maestro l'aveva portata, per collocarla sulla tomba di sua madre, allorché si decise di sostituirla sull'altare romano con un secondo dipinto licenziato dallo stesso Rubens. Quasi identico è l'arco trionfale in alto al centro di entrambi i dipinti così come la santa Oliva di Van Dyck, in primo piano sulla destra della pala (riconoscibile grazie al rametto di ulivo che ha in mano), è quanto mai prossima - per posa, fisionomia e solidità della massa - alla santa Domitilla di Rubens (cioè la figura femminile sulla destra del dipinto oggi a Grenoble). 

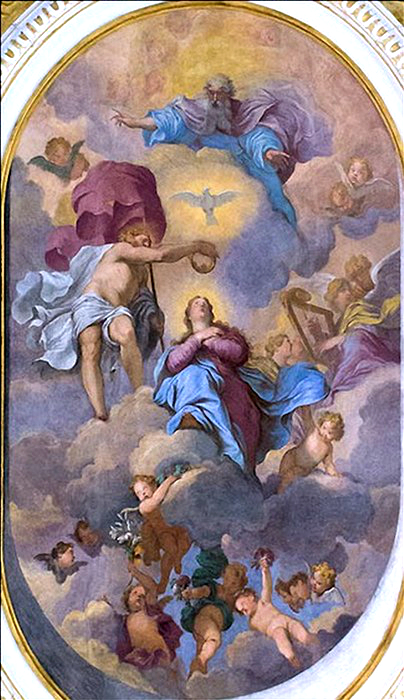
Pietro Novelli, Incoronazione della Vergine, 1630, Palermo, oratorio del Rosario di San Domenico

Il precedente rubensiano è però riletto alla luce della grande tradizione delle sacre conversazioni del rinascimento veneziano. Influsso lagunare che nella tela vandyckiana è reso palese anche dal vivido colorismo che la pervade.
Il san Domenico della tela panormita sembra poi una derivazione dei tipi tizianeschi degli Apostoli dell'Assunta dei Frari così come il gesto della Vergine che consegna il rosario allo stesso Domenico ricorda l'equilibrio compositivo del San Giovanni Elemosinario ancora di Tiziano. Anche la schiera di angioletti che si librano in alto - dei puttini che potrebbero essere traslati in un quadro di tema classico - richiama precedenti del maestro di Pieve di Cadore. 
L'unica testimonianza grafica che ci è prevenuta dell'attività preparatoria di Van Dyck per il suo capolavoro palermitano è costituita da uno studio per la parte destra della tela, custodito in Olanda.
In quanto opera destinata alla pubblica esposizione la Madonna del Rosario del maestro di Anversa ebbe significativo impatto sui successivi sviluppi artistici locali ed in particolare influì decisivamente (come l'esempio vandyckiano in generale) sullo stile del maggior pittore siciliano del secolo barocco, il monrealese Pietro Novelli. 
Il Novelli partecipò anch'egli alla decorazione dell'oratorio di San Domenico e già nella prima opera che qui realizzò, pochi anni dopo l'installazione della tela di Van Dyck - l'affresco con l'Incoronazione della Vergine sul soffitto dell'ambiente -, dimostra una marcata reazione agli stimoli suscitatigli dalla pala d'altare, aprendo la tavolozza ad un colore neo-veneto prima alieno al Monrealese, formatosi nello stile tenebrista del Ribera.
A distanza di circa settant'anni dalla collocazione della pala nell'oratorio di San Domenico, anche la confraternita officiante l'oratorio del Rosario di Santa Cita volle a sua volta dotarsi di un dipinto di alto pregio. L'incarico fu affidato a Carlo Maratta che nella sua tela, di identico soggetto a quella del Van Dyck, inserì alcune riprese dal precedente del pittore fiammingo, quali la raffigurazione di spalle di santa Rosalia e il putto al centro della composizione (benché in questo caso la sua funzione non sia quella di alludere alla peste il cui ricordo era evidentemente ormai lontano).

## Galleria delle altre opere citate

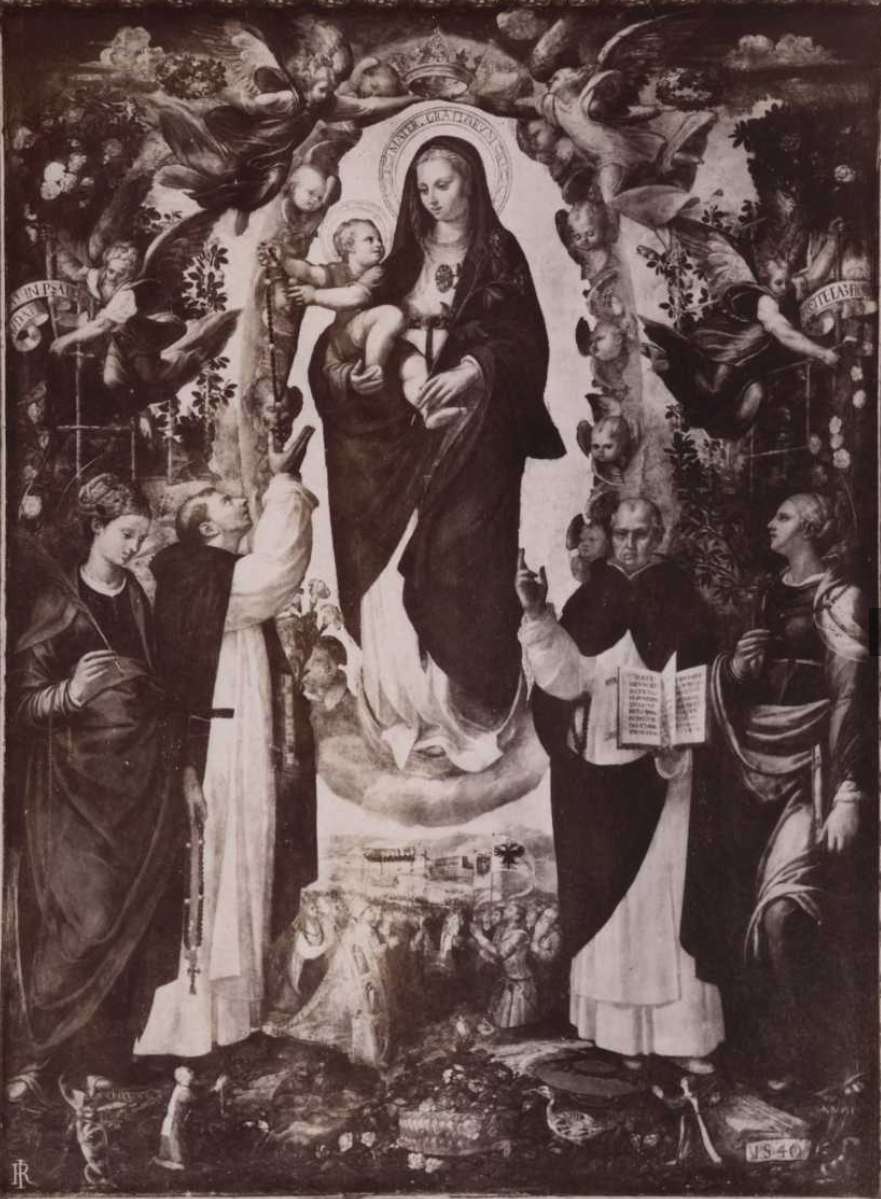
Vincenzo degli Azani, Madonna del Rosario, 1540, Palermo, chiesa di San Domenico
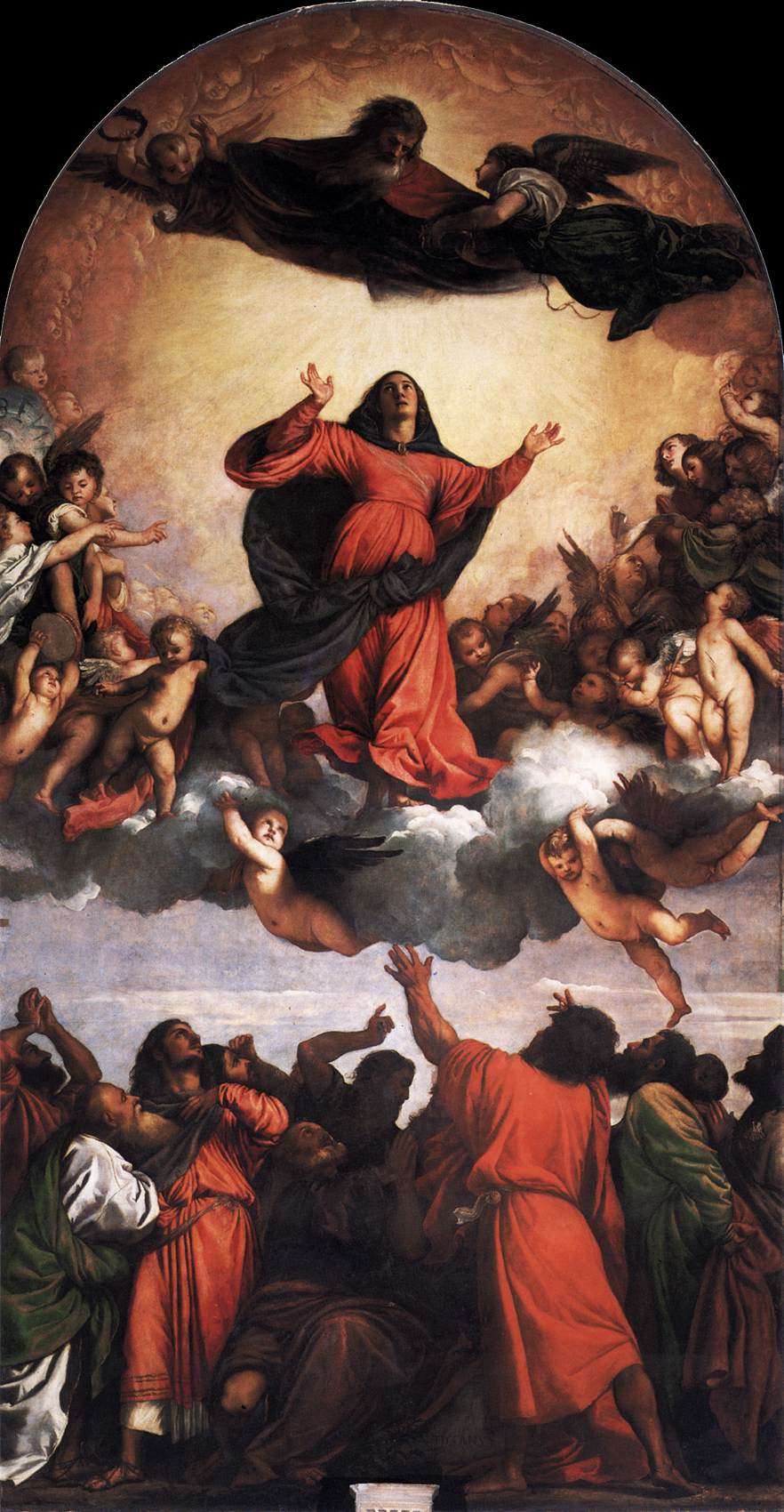
Tiziano, Assunta, 1518, Venezia, basilica di Santa Maria Gloriosa dei Frari
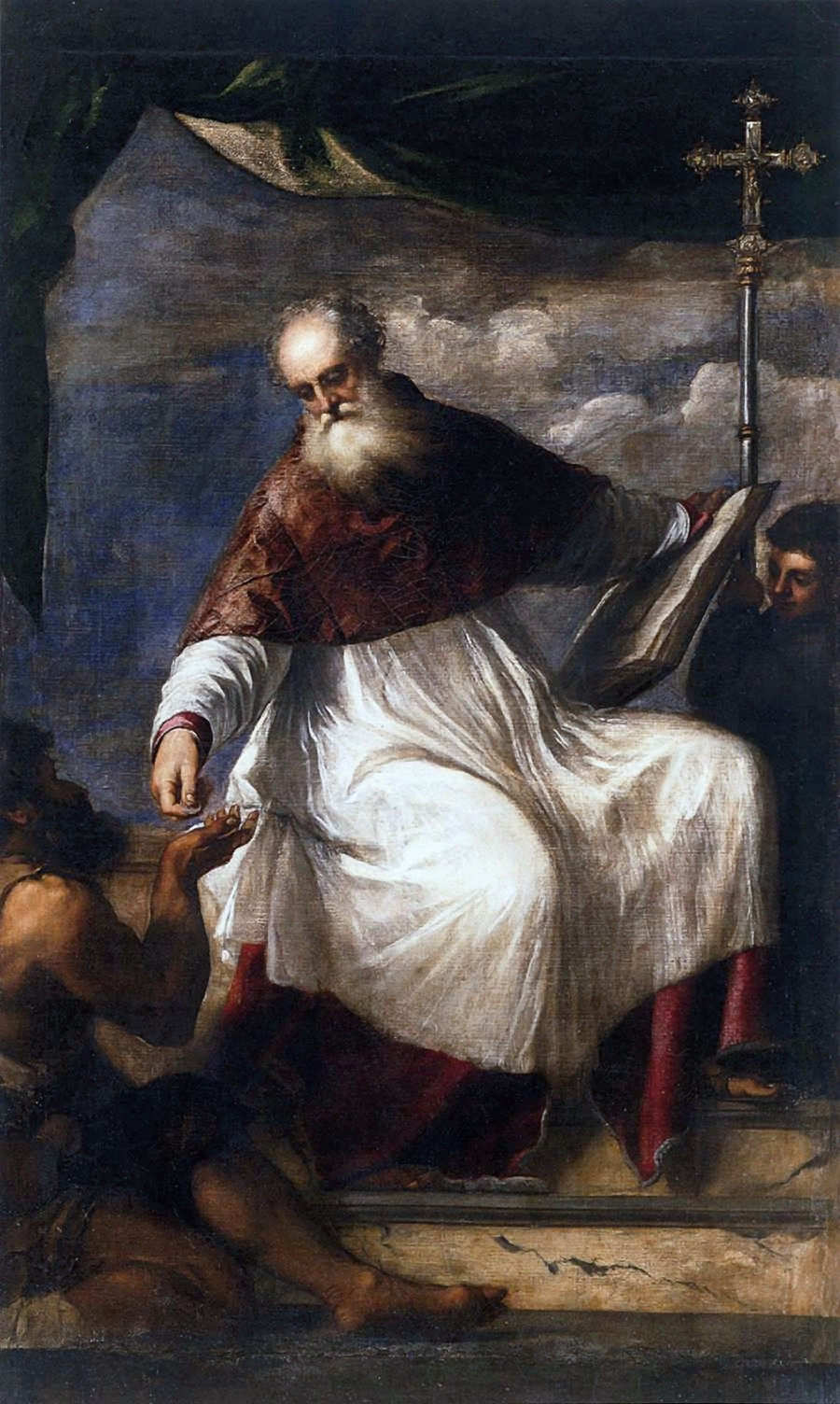
Tiziano, San Giovanni Elemosinario, 1533, Venezia, chiesa di San Giovanni Elemosinario
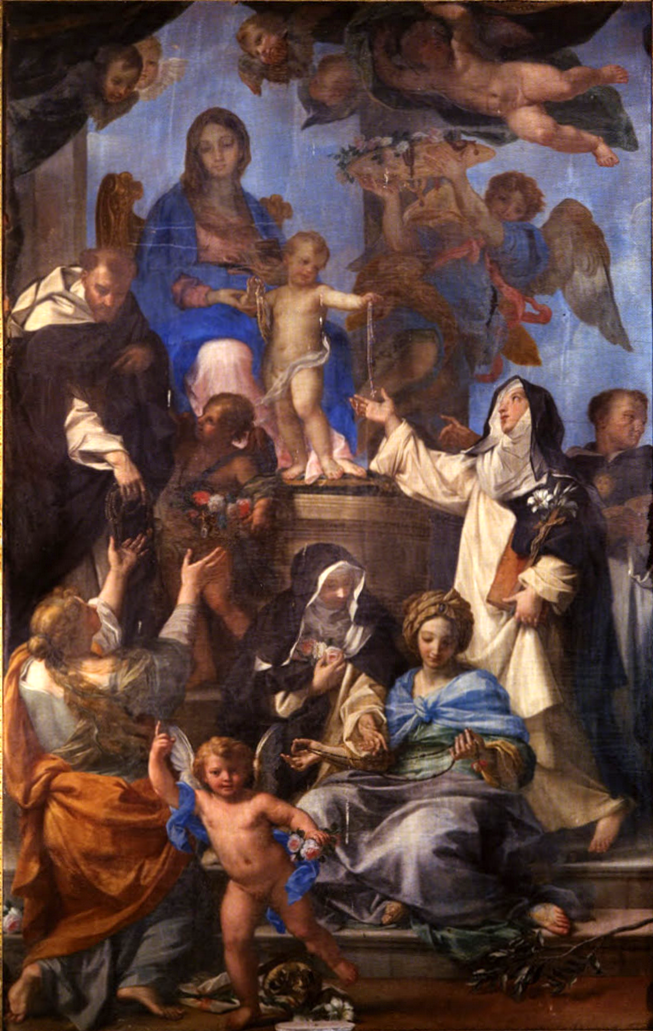
Carlo Maratta, Madonna del Rosario, 1695, Palermo, oratorio del Rosario di Santa Cita